# Tramlijn Heerenveen - Joure

De tramlijn Heerenveen - Joure is een voormalige tram- en later spoorverbinding tussen Heerenveen en Joure. Vanaf Joure liep de verbinding verder via de tramlijn Joure - Lemmer en tramlijn Joure - Sneek.

## Geschiedenis

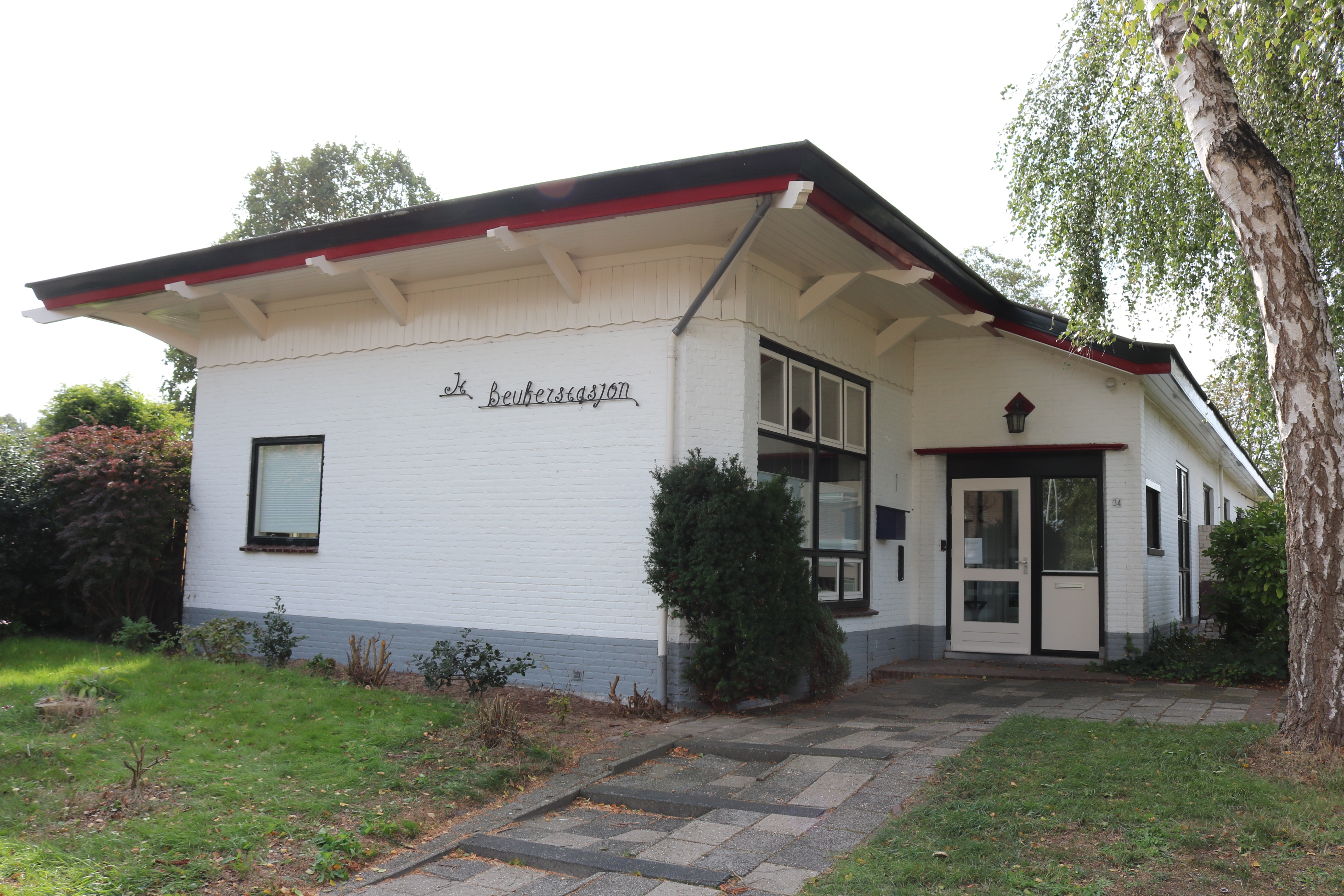
Het tramstation van Joure dat dienst deed vanaf 1922.

De lijn was oorspronkelijk een stoomtramlijn die Heerenveen met Joure verbond, van hieruit kon men verder reizen naar Lemmer of Sneek. Op 5 oktober 1947 werd de exploitatie van de lijn overgenomen van de NTM door de NS, tegelijkertijd werd het reizigersvervoer gestaakt. Op 1 oktober 1949 ging het eigendom echter weer terug naar de NTM, terwijl de NS wel de exploitatie uit bleef voeren. op 23 december 1960 ging het spoor weer in eigendom over naar NS.